# 劉文質 (立法委員)
劉文質（？年—1950年11月），四川省瀘縣白節鄉人，曾遞補當選中華民國第一屆立法委員。

## 簡歷[1]
- 大夏大學畢業。
- 瀘縣中學教員
- 民國三十一年（1942年），瀘縣臨時參議會候補參議員
- 瀘縣三民主義青年團分團部籌備主任
- 民國三十一年（1942年），瀘縣三民主義青年團幹事兼幹事長
- 瀘縣農業金融促進會委員[2]
- 民國三十三年（1944年），瀘縣參議會副參議長
- 民國三十六年（1947年）11月，中國國民黨四川省黨部執行委員[3]
- 民國三十七年（1948年），四川省三民主義青年團支團部組織處長
- 民國三十七年（1948年），得票211，955票當選四川省第四選區立法委員第一候補人。[4]
- 國民革命軍第七十二軍（郭汝瑰部）行政幹部學校上校總教官。
- 民國三十八年（1949年）10月4日，總統指令，四川省第四區立法委員劉航琛就任經濟部部長，以候補人劉文質遞補[5]
- 民國39年（1950年）4月，由四川瀘縣逃往成都，至資中車站為發覺，押返瀘縣監禁至同年11月底遇害。[6]